# Maifreda da Pirovano

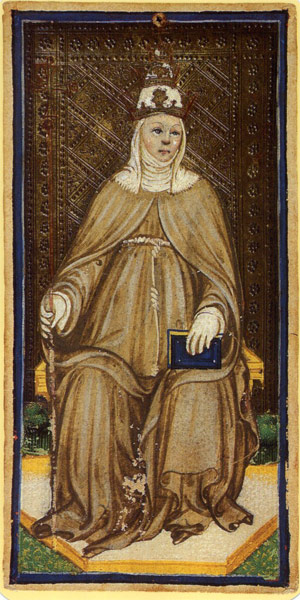
La Papessa del mazzo Visconti-Sforza disegnato da Bonifacio Bembo, ca. 1450. The Pierpont Morgan Library (inv. M. 630), New York City.

Maifreda da Pirovano (... – Milano, settembre 1300) è stata una religiosa italiana. Figlia di Morando dei Pirovano, non si conosce la data di nascita.

## Biografia
Suora dell'ordine degli Umiliati di Biassono, fu membro di spicco del gruppo dei Guglielmiti, seguaci di Guglielma la Boema, e dopo la morte di Gugliema, avvenuta nel 1281 o 1282, ne diviene principale punto di riferimento. Nel 1284 venne istituito dall'inquisitore di Milano, che allora era fra Maifredo da Dovera, un processo a lei e ad alcuni esponenti, che, abiurando, ne uscirono indenni. Le nuove misure di prudenza adottate permisero ai Guglielmiti di arrivare al 1296, quando l'inquisitore di Milano, fra Tommaso da Como, riaprì l'inchiesta, sospesa dal suo richiamo a Roma, in seguito a una denuncia. 
Il giorno di Pasqua, 10 aprile del 1300, Maifreda celebra il pontificale pasquale con rito ambrosiano assistita da diaconesse e subdiaconesse da lei investite, alla presenza di un paio di centinaia di fedeli.

## Il processo del 1300
Il 19 aprile viene chiamata dall'inquisitore Guido da Cocconato e il 20 luglio fu avviato un nuovo processo. Nelle undici "imbreviature" del notaio Beltramo Salvagno, relative al processo alle devote e ai devoti di "santa" Guglielma, vengono verbalizzati gli interrogatori dei testimoni e degli accusati di eresia.
Il compito dell'inquisizione, in aderenza alle decretali di papa Bonifacio VIII, era quello di estirpare l'eresia, riportando, ove possibile, gli eretici all'ortodossia, ricorrendo spesso a torture e minacce di morte.
Il processo del 1300 seguì l’iter consueto dell’Inquisizione; gli atti sono incompleti: rimangono sessantacinque dichiarazioni di trentatré diverse persone. Sotto processo, Maifreda da Pirovano, il 6 agosto, gettò dapprima tutta la colpa sul Saramita, accusandolo di essere il vero eresiarca e di professare dottrine cui lei aveva riluttato a conformarsi. Il 20, però, pressata dall’inquisitore (non vi è notizia di tortura, ma gli atti ci sono pervenuti mutili, e non la si può pertanto escludere), confessò di avere mentito per timore del giudizio e si fece carico della sua parte di responsabilità. 
I Guglielmiti vennero riconosciuti come eretici e condannati al rogo. Furono bruciati, davanti alla chiesa di Sant'Eustorgio, tra il 2 e il 9 settembre non solo Maifreda, Andrea Saramita e una suora Giacoma dei Bassani, ma anche le spoglie di Guglielma, che erano state sepolte nel cimitero dell'Abbazia di Chiaravalle.

## La Papessa
Maifreda, che era prima cugina di Matteo Visconti, diede ispirazione all'Arcano maggiore della Papessa, come veniva chiamata dai suoi seguaci, e venne immortalata nel mazzo di Tarocchi dipinti da Michelino da Besozzo per ordine di Filippo Maria Visconti e in occasione del suo matrimonio con Maria di Savoia.
L'ipotesi che Maifreda (morta 140 anni prima) fosse stata ritratta come Papessa fu formulata per la prima volta da Gertrude Moakley (1905 - 1998) per 40 anni bibliotecaria alla New York City Public Library, che nel 1966 pubblicò un saggio sui mazzi Visconti-Sforza, ipotizzando una relazione diretta tra alcune lame (Papessa, Appeso) e dei membri delle due famiglie (Maifreda Pirovano, Muzio Attendolo Sforza).

## Seguaci moderni
Esiste una "Chiesa cattolico-guglielmita" che sostiene di essere la continuatrice degli insegnamenti di Guglielma la Boema e che ha un "Matriarcato di occidente" guidato dalla papessa Kyara van Ellinkhuizen